# Petr Buzek
Petr Buzek (* 26. dubna 1977 v Jihlavě) je bývalý český hokejový reprezentační obránce, který odehrál 157 utkání v NHL za Dallas Stars, Atlanta Thrashers a Calgary Flames.

## Kariéra

### Klubová kariéra
V sezoně 1993/94 debutoval v dresu mateřské Dukly Jihlava v nejvyšší soutěži a již v dalším ročníku nastupoval stabilně. Na jaře 1995 talentovaný obránce utrpěl vážnou autonehodu. Přesto byl draftovaný na 63. pozici klubem NHL Dallas Stars. Sezonu 1995/96 vynechal pro následky zranění z nehody.
K hokeji se vrátil v sezoně 1996/97, ve které nastupoval v IHL ve farmářském Michigan K-Wings. V následující sezoně byl z tohoto klubu povolán i ke dvěma utkáním NHL do Dallasu. Totéž se opakovalo i v sezoně 1998/99, po které si při expanzivním draftu vybral hráče nový klub soutěže Atlanta Thrashers. V sezoně 1999/2000 patřil mezi stabilně nastupující hráče klubu a vysloužil si i nominaci do utkání hvězd. V ročníku 2000/01 mu zdravotní komplikace dovolily odehrát jen pět utkání. V průběhu sezony 2001/02 jej po devíti utkáních Atlanta poslala do záložního celku Chicago Wolves do AHL. Buzek byl následně vyměněn do Calgary Flames, kde odehrál i svou poslední sezonu v zámoří – 2002/03.
V další sezoně jej opět trápily zdravotní neduhy a tak se objevil v pěti utkáních české extraligy v dresu pražské Sparty. Extraligový ročník 2004/05 načal v dresu jihlavské Dukly, z které byl v průběhu sezony poslán na hostování do Litvínova. Z něj se sice vrátil do Jihlavy, ale sezonu nedohrál pro vyřazení z kádru. V sezoně 2005/06 nastoupil k dvanácti utkáním za Slovan Bratislava ve slovenské extralize, po kterých se rozhodl ukončit profesionální kariéru.
Později se objevil ještě v krajském přeboru v dresu Benešova.

### Reprezentační kariéra
Buzek si zahrál v roce 1994 na mistrovství Evropy do 18 let ve Finsku, kde získal bronzovou medaili. O rok později nastoupil za českou hokejovou reprezentaci do 20 let při mistrovství světa této věkové kategorie v Kanadě a následně opět na ME "18" v Německu, kde byl zařazen do All star týmu turnaje.
V dresu seniorské reprezentace se objevil na mistrovství světa 2000 v Rusku, kde se stal mistrem světa. Kromě šampionátu za dospělou reprezentaci nastoupil pětkrát, takže má bilanci čtrnácti utkání a jednoho gólu (do sítě Itálie právě na zmíněném mistrovství).

## Ocenění a úspěchy
- 1995 MEJ - All-Star Tým
- 2000 NHL - All-Star Tým

## Prvenství
- Debut v NHL - 12. března 1998 (Phoenix Coyotes proti Dallas Stars)
- První gól v NHL - 7. října 1999 (Atlanta Thrashers proti Detroit Red Wings, kanadskému brankáři Chris Osgood)
- První asistence v NHL - 10. října 1999 (Atlanta Thrashers proti Buffalo Sabres)

## Klubová statistika
| Sezóna       | Klub                 | Soutěž       |        | Základní část | Základní část | Základní část | Základní část | Základní část |        | Play off | Play off | Play off | Play off | Play off |
| Sezóna       | Klub                 | Soutěž       | Z      | G             | A             | B             | TM            | Z             | G      | A        | B        | TM       |          |          |
| 1993/94      | ASD Dukla Jihlava    | ČHL          | 3      | 0             | 0             | 0             |               | —             | —      | —        | —        | —        |          |          |
| 1994/95      | HC Dukla Jihlava     | ČHL          | 43     | 2             | 5             | 7             | 47            | 2             | 0      | 0        | 0        | 2        |          |          |
| 1995/96      | Nehrál               | Nehrál       | Nehrál | Nehrál        | Nehrál        | Nehrál        | Nehrál        | Nehrál        | Nehrál | Nehrál   | Nehrál   | Nehrál   | Nehrál   | Nehrál   |
| 1996/97      | Michigan K-Wings     | IHL          | 67     | 4             | 6             | 10            | 48            | —             | —      | —        | —        | —        |          |          |
| 1997/98      | Dallas Stars         | NHL          | 2      | 0             | 0             | 0             | 2             | —             | —      | —        | —        | —        |          |          |
| 1997/98      | Michigan K-Wings     | IHL          | 60     | 10            | 15            | 25            | 58            | 2             | 0      | 1        | 1        | 17       |          |          |
| 1998/99      | Dallas Stars         | NHL          | 2      | 0             | 0             | 0             | 2             | —             | —      | —        | —        | —        |          |          |
| 1998/99      | Michigan K-Wings     | IHL          | 74     | 5             | 14            | 19            | 68            | 5             | 0      | 0        | 0        | 10       |          |          |
| 1999/00      | Atlanta Thrashers    | NHL          | 63     | 5             | 14            | 19            | 41            | —             | —      | —        | —        | —        |          |          |
| 2000/01      | Atlanta Thrashers    | NHL          | 5      | 0             | 0             | 0             | 8             | —             | —      | —        | —        | —        |          |          |
| 2001/02      | Atlanta Thrashers    | NHL          | 9      | 0             | 0             | 0             | 13            | —             | —      | —        | —        | —        |          |          |
| 2001/02      | Chicago Wolves       | AHL          | 4      | 0             | 1             | 1             | 2             | —             | —      | —        | —        | —        |          |          |
| 2001/02      | Calgary Flames       | NHL          | 32     | 1             | 3             | 4             | 14            | —             | —      | —        | —        | —        |          |          |
| 2002/03      | Calgary Flames       | NHL          | 44     | 3             | 5             | 8             | 14            | —             | —      | —        | —        | —        |          |          |
| 2003/04      | HC Sparta Praha      | ČHL          | 5      | 0             | 0             | 0             | 10            | —             | —      | —        | —        | —        |          |          |
| 2004/05      | HC Dukla Jihlava     | ČHL          | 34     | 0             | 2             | 2             | 38            | —             | —      | —        | —        | —        |          |          |
| 2004/05      | HC Chemopetrol       | ČHL          | 7      | 0             | 2             | 2             | 4             | —             | —      | —        | —        | —        |          |          |
| 2005/06      | HC Slovan Bratislava | SHL          | 12     | 0             | 0             | 0             | 28            | —             | —      | —        | —        | —        |          |          |
| Celkem v NHL | Celkem v NHL         | Celkem v NHL | 157    | 9             | 22            | 31            | 94            | —             | —      | —        | —        | —        |          |          |
| Celkem v ČHL | Celkem v ČHL         | Celkem v ČHL | 92     | 2             | 9             | 11            | 99            | 2             | 0      | 0        | 0        | 2        |          |          |

## Reprezentace
| Rok                       | Tým                       | Soutěž                    | Z  | G | A | B | TM |
| ------------------------- | ------------------------- | ------------------------- | -- | - | - | - | -- |
| 1994                      | Česko 18                  | MEJ                       | 5  | 0 | 0 | 0 | 4  |
| 1995                      | Česko 20                  | MSJ                       | 7  | 2 | 2 | 4 | 10 |
| 1995                      | Česko 18                  | MEJ                       | 5  | 2 | 2 | 4 | 10 |
| 2000                      | Česko                     | MS                        | 9  | 1 | 3 | 4 | 24 |
| Juniorská kariéra celkově | Juniorská kariéra celkově | Juniorská kariéra celkově | 17 | 4 | 4 | 8 | 24 |
| Seniorská kariéra celkově | Seniorská kariéra celkově | Seniorská kariéra celkově | 9  | 1 | 3 | 4 | 24 |